# Olympische Winterspiele 2018/Teilnehmer (Olympische Athleten aus Russland)
| Gelbes Symbol für Goldmedaillen mit stilisierten Olympischen Ringen | Graues Symbol für Silbermedaillen mit stilisierten Olympischen Ringen | Braundes Symbol für Bronzemedaillen mit stilisierten Olympischen Ringen |
| ------------------------------------------------------------------- | --------------------------------------------------------------------- | ----------------------------------------------------------------------- |
| 2                                                                   | 6                                                                     | 9                                                                       |

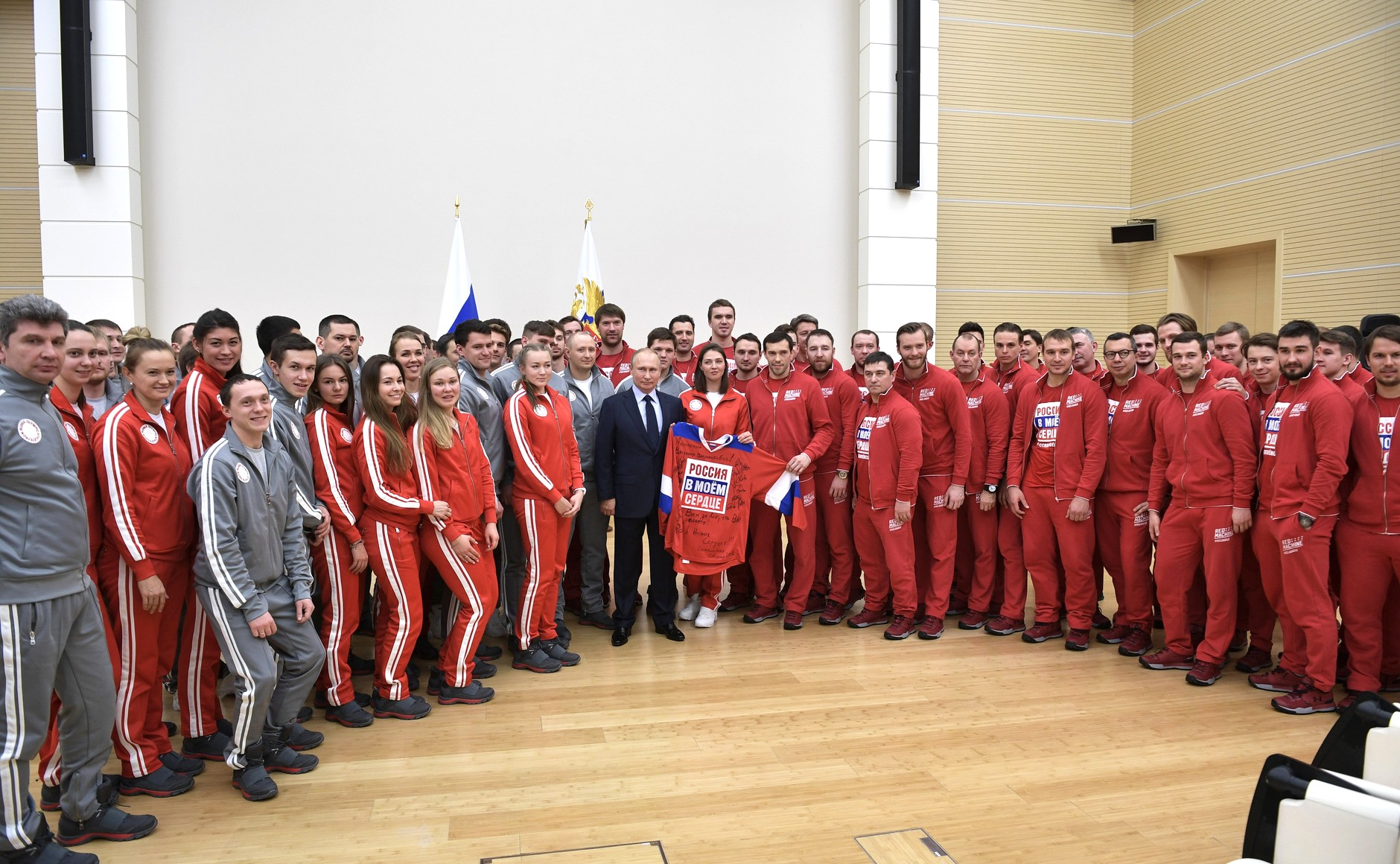
Wladimir Putin bei einem Treffen mit russischen Olympiateilnehmern am 31. Januar 2018

Aufgrund einer Vielzahl an Dopingfällen in Russland nahmen nicht gesperrte Sportler als Delegation mit dem Namen Olympische Athleten aus Russland an den Olympischen Winterspielen 2018 in Pyeongchang teil. Die Delegation umfasste 168 Athleten, die in 16 Disziplinen starteten, davon 87 Männer und 81 Frauen.
Mit zwei Gold-, sechs Silber- und neun Bronzemedaillen platzierte sich die Mannschaft auf Rang 13 im Medaillenspiegel.

## Teilnehmer nach Sportarten

### Biathlon
| Athleten                                                         | Wettbewerbe                   | Zeit        | Fehler         | Rang |
| ---------------------------------------------------------------- | ----------------------------- | ----------- | -------------- | ---- |
| Frauen                                                           |                               |             |                |      |
| Tatjana Akimowa                                                  | 7,5 km Sprint                 | 22:24,2 min | 0 (0+0)        | 20   |
| Tatjana Akimowa                                                  | 10 km Verfolgung              | 33:50,8 min | 4 (1+1+0+2)    | 31   |
| Tatjana Akimowa                                                  | 12,5 km Massenstart           | 41:32,4 min | 6 (0+0+5+1)    | 30   |
| Tatjana Akimowa                                                  | 15 km Einzel                  | 44:17,6 min | 2 (0+1+0+1)    | 15   |
| Uljana Kaischewa                                                 | 7,5 km Sprint                 | 22:58,5 min | 2 (1+1)        | 33   |
| Uljana Kaischewa                                                 | 10 km Verfolgung              | 36:33,6 min | 5 (0+2+2+1)    | 52   |
| Uljana Kaischewa                                                 | 15 km Einzel                  | 44:47,9 min | 2 (0+2+0+0)    | 24   |
| Männer                                                           |                               |             |                |      |
| Anton Babikow                                                    | 10 km Sprint                  | 25:48,5 min | 4 (3+1)        | 57   |
| Anton Babikow                                                    | 12,5 km Verfolgung            | 37:21,8 min | 4 (1+1+2+0)    | 40   |
| Anton Babikow                                                    | 20 km Einzel                  | 50:08,0 min | 1 (0+0+1+0)    | 16   |
| Matwei Jelissejew                                                | 10 km Sprint                  | 26:59,3 min | 5 (3+2)        | 83   |
| Matwei Jelissejew                                                | 20 km Einzel                  | 51:07,1 min | 3 (0+2+0+1)    | 28   |
| Mixed                                                            |                               |             |                |      |
| Tatjana Akimowa Uljana Kaischewa Anton Babikow Matwei Jelissejew | 2 × 6 km + 2 × 7,5 km Staffel | 1:10:49,1 h | 0+10 (0+6 0+4) | 9    |

### Bob
| Athleten                                                         | Wettbewerb | Lauf 1  | Lauf 1 | Lauf 2  | Lauf 2 | Lauf 3  | Lauf 3 | Lauf 4        | Lauf 4        | Gesamt      | Gesamt |
| Athleten                                                         | Wettbewerb | Zeit    | Rang   | Zeit    | Rang   | Zeit    | Rang   | Zeit          | Rang          | Zeit        | Rang   |
| ---------------------------------------------------------------- | ---------- | ------- | ------ | ------- | ------ | ------- | ------ | ------------- | ------------- | ----------- | ------ |
| Frauen                                                           |            |         |        |         |        |         |        |               |               |             |        |
| Nadeschda Sergejewa Anastassija Kotscherschowa                   | Zweierbob  | 51,01 s | 10     | 51,49 s | 18     | 51,29 s | 12     | 51,37 s       | 14            | 3:25,16 min | DSQ 1  |
| Alexandra Rodionowa Julija Belomestnych                          | Zweierbob  | 51,29 s | 17     | 51,47 s | 17     | 51,41 s | 15     | 51,55 s       | 17            | 3:25,72 min | 16     |
| Männer                                                           |            |         |        |         |        |         |        |               |               |             |        |
| Maxim Andrianow Juri Selichow                                    | Zweierbob  | 50,27 s | 28     | 50,58 s | 29     | 49,98 s | 26     | ausgeschieden | ausgeschieden | 2:30,83 min | 28     |
| Alexei Stulnew Wassili Kondratenko                               | Zweierbob  | 49,77 s | 19     | 49,99 s | 20     | 49,74 s | 20     | 49,87 s       | 20            | 3:19,37 min | 20     |
| Maxim Andrianow Alexei Saizew Wassili Kondratenko Ruslan Samitow | Viererbob  | 49,43 s | 18     | 49,39 s | 12     | 49,56 s | 15     | 49,56 s       | 4             | 3:17,94 min | 15     |

### Curling
| Wettbewerb       | Frauen | Mixed-Doubles                                                                                  |
| ---------------- | --- | ---------------------------------------------------------------------------------------------- |
| Athleten         | Wiktorija Moissejewa Uljana Wassiljewa Galina Arsenkina Julija Gusijowa Julija Portunowa                                        | Anastassija Brysgalowa Alexander Kruschelnizki                                                 |
| Vorrunde         | Großbritannien 3:10 China 7:6 Schweden 4:5 Vereinigte Staaten 6:7 Japan 5:10 Schweiz 2:11 Dänemark 8:7 Südkorea 2:11 Kanada 8:9 | Vereinigte Staaten 3:9 Norwegen 4:3 Finnland 7:5 China 6:5 Südkorea 6:5 Kanada 2:8 Schweiz 8:9 |
| Halbfinale       | ausgeschieden | Schweiz 5:7                                                                                    |
| Finale           | ausgeschieden | −                                                                                              |
| Spiel um Platz 3 | − | Norwegen 8:4                                                                                   |
| Platzierung      | 9. Platz | DSQ 1                                                                                          |

### Eishockey
| Wettbewerb       | Frauen | Männer |
| ---------------- | --- | --- |
| Athleten         | Nadeschda Alexandrowa Marija Batalowa Ljudmila Beljakowa Jelena Dergatschowa Jewgenija Djupina Lijana Ganejewa Angelina Gontscharenko Fanusa Kadirowa Dijana Kanajewa Wiktorija Kulischowa Jekaterina Lichatschowa Jekaterina Lobowa Nadeschda Morosowa Jekaterina Nikolajewa Walerija Pawlowa Nina Pirogowa Anna Schochina Alewtina Schtarjowa Jekaterina Smolina Olga Sossina Aljona Starowoitowa Walerija Tarakanowa Swetlana Tkatschowa | Sergei Andronow Alexander Barabanow Pawel Dazjuk Wladislaw Gawrikow Michail Grigorenko Nikita Gussew Jegor Jakowlew Ilja Kablukow Sergei Kalinin Kirill Kaprisow Bogdan Kisselewitsch Wassili Koschetschkin Ilja Kowaltschuk Alexei Martschenko Sergei Mosjakin Nikita Nesterow Nikolai Prochorkin Igor Schestjorkin Wadim Schipatschow Sergei Schirokow Ilja Sorokin Artjom Sub Andrei Subarew Iwan Telegin Wjatscheslaw Woinow |
| Vorrunde         | Kanada 0:5 (0:0, 0:3, 0:2) USA 0:5 (0:1, 0:3, 0:1) Finnland 1:5 (0:1, 0:2, 1:2) | Slowakei 2:3 (2:2, 0:0, 0:1) Slowenien 8:2 (2:0, 4:1, 2:1) USA 4:0 (1:0, 2:0, 1:0) |
| Viertelfinale    | Schweiz 6:2 (1:0, 2:2, 3:0) | Norwegen 6:1 (3:0, 2:1, 1:0) |
| Halbfinale       | Kanada 0:5 (0:1, 0:1, 0:3) | Tschechien 3:0 (0:0, 2:0, 1:0) |
| Spiel um Platz 3 | Finnland 2:3 (0:1, 1:2, 1:0) | – |
| Finale           | – | Deutschland 4:3 n. V. (1:0, 0:1, 2:2, 1:0) |
| Platzierung      | 4. Platz | Gold |

### Eiskunstlauf
| Athleten | Wettbewerbe | Kurzprogramm/-tanz | Kurzprogramm/-tanz | Kür/Kürtanz | Kür/Kürtanz | Gesamt | Gesamt |
| Athleten | Wettbewerbe | Punkte             | Rang               | Punkte      | Rang        | Punkte | Rang   |
| --- | ----------- | ------------------ | ------------------ | ----------- | ----------- | ------ | ------ |
| Frauen |             |                    |                    |             |             |        |        |
| Jewgenija Medwedewa | Einzel      | 81,61              | 2                  | 156,65      | 1           | 238,26 | Silber |
| Alina Sagitowa | Einzel      | 82,92 (WR)         | 1                  | 156,65      | 2           | 239,57 | Gold   |
| Marija Sotskowa | Einzel      | 63,86              | 12                 | 134,24      | 7           | 198,10 | 8      |
| Männer |             |                    |                    |             |             |        |        |
| Dmitri Alijew | Einzel      | 98,98              | 5                  | 168,53      | 13          | 267,51 | 7      |
| Michail Koljada | Einzel      | 86,69              | 8                  | 177,56      | 7           | 264,25 | 8      |
| Mixed |             |                    |                    |             |             |        |        |
| Jekaterina Bobrowa Dmitri Solowjow | Eistanz     | 75,47              | 6                  | 111,45      | 4           | 186,92 | 5      |
| Tiffany Zahorski Jonathan Guerreiro | Eistanz     | 66,47              | 13                 | 95,77       | 14          | 162,24 | 13     |
| Kristina Astachowa Alexei Rogonow | Paarlauf    | 70,52              | 10                 | 123,93      | 13          | 194,45 | 12     |
| Jewgenija Tarassowa Wladimir Morosow | Paarlauf    | 81,68              | 2                  | 143,25      | 4           | 224,93 | 4      |
| Natalja Sabijako Alexander Enbert | Paarlauf    | 74,35              | 8                  | 138,53      | 7           | 212,88 | 7      |
| Michail Koljada Jewgenija Medwedewa Alina Sagitowa Jewgenija Tarassowa & Wladimir Morosow Natalja Sabijako & Alexander Enbert Jekaterina Bobrowa & Dmitri Solowjow | Mannschaft  | 31                 | 2                  | 35          | 2           | 66     | Silber |

### Eisschnelllauf
| Frauen            |        |             |        |
| Angelina Golikowa | 500 m  | 37,62 s     | 7      |
| Angelina Golikowa | 1000 m | 1:16,85 min | 22     |
| Natalja Woronina  | 3000 m | 4:05,85 min | 10     |
| Natalja Woronina  | 5000 m | 6:53,98 min | Bronze |
| Männer            |        |             |        |
| Sergei Trofimow   | 1500 m | 1:46,69 min | 18     |

### Freestyle-Skiing
| Athleten               | Wettbewerbe | Qualifikation | Qualifikation | Finale        | Finale        | Rang   |
| Athleten               | Wettbewerbe | Punkte        | Rang          | Punkte        | Rang          | Rang   |
| ---------------------- | ----------- | ------------- | ------------- | ------------- | ------------- | ------ |
| Frauen                 |             |               |               |               |               |        |
| Alina Gridnewa         | Aerials     | 60,98         | 15            | ausgeschieden | ausgeschieden | 21     |
| Ljubow Nikitina        | Aerials     | 84,24         | 4             | 80,01         | 7             | 7      |
| Alexandra Orlowa       | Aerials     | 102,22        | 1             | 62,25         | 8             | 8      |
| Kristina Spiridonowa   | Aerials     | 97,64         | 4             | 57,64         | 11            | 11     |
| Marika Pertachija      | Buckelpiste | 30,92         | 7             | 71,65         | 16            | 16     |
| Regina Rachimowa       | Buckelpiste | 72,82         | 4             | 73,55         | 10            | 10     |
| Jekaterina Stoljarowa  | Buckelpiste | 73,40         | 2             | 72,74         | 11            | 11     |
| Walerija Demidowa      | Halfpipe    | 73,60         | 10            | 80,60         | 6             | 6      |
| Lana Prussakowa        | Slopestyle  | 70,60         | 14            | ausgeschieden | ausgeschieden | 14     |
| Anastassija Tatalina   | Slopestyle  | 81,00         | 8             | 51,20         | 12            | 12     |
| Männer                 |             |               |               |               |               |        |
| Ilja Burow             | Aerials     | 126,55        | 1             | 122,17        |               | Bronze |
| Maxim Burow            | Aerials     | 117,65        | 9             | ausgeschieden | ausgeschieden | 15     |
| Pawel Krotow           | Aerials     | 124,89        | 5             | 103,17        | 4             | 4      |
| Stanislaw Nikitin      | Aerials     | 111,06        | 12            | ausgeschieden | ausgeschieden | 18     |
| Alexander Smyschljajew | Buckelpiste | 83,93         | 2             | 74,57         | 15            | 15     |
| Pawel Tschupa          | Halfpipe    | 46,80         | 24            | ausgeschieden | ausgeschieden | 24     |

| Frauen                 |          |   |               |               |               |        |
| Anastassija Tschirzowa | Skicross | 2 | DNF           | ausgeschieden | ausgeschieden | 15     |
| Wiktorija Sawadowskaja | Skicross | 3 | ausgeschieden | ausgeschieden | ausgeschieden | 20     |
| Männer                 |          |   |               |               |               |        |
| Semjon Denschtschikow  | Skicross | 2 | 3             | ausgeschieden | ausgeschieden | 11     |
| Jegor Korotkow         | Skicross | 4 | ausgeschieden | ausgeschieden | ausgeschieden | 27     |
| Igor Omelin            | Skicross | 3 | ausgeschieden | ausgeschieden | ausgeschieden | 21     |
| Sergei Ridsik          | Skicross | 2 | 1             | 2             | 3             | Bronze |

### Nordische Kombination
| Athleten      | Wettbewerb                        | Skispringen | Skispringen | Langlauf    | Langlauf | Rang |
| Athleten      | Wettbewerb                        | Punkte      | Rang        | Zeit        | Rang     | Rang |
| ------------- | --------------------------------- | ----------- | ----------- | ----------- | -------- | ---- |
| Männer        |                                   |             |             |             |          |      |
| Ernest Jachin | Gundersen-Wettkampf Normalschanze | 96,7        | 21          | 28:34,3 min | 43       | 38   |
| Ernest Jachin | Gundersen-Wettkampf Großschanze   | 114,1       | 15          | 27:35,1 min | 43       | 35   |

### Rennrodeln
| Athlet                                                                  | Wettbewerb   | Lauf 1       | Lauf 1 | Lauf 2   | Lauf 2 | Lauf 3   | Lauf 3 | Lauf 4   | Lauf 4 | Gesamt       | Gesamt |
| Athlet                                                                  | Wettbewerb   | Zeit         | Rang   | Zeit     | Rang   | Zeit     | Rang   | Zeit     | Rang   | Zeit         | Rang   |
| ----------------------------------------------------------------------- | ------------ | ------------ | ------ | -------- | ------ | -------- | ------ | -------- | ------ | ------------ | ------ |
| Frauen                                                                  |              |              |        |          |        |          |        |          |        |              |        |
| Jekaterina Baturina                                                     | Einsitzer    | 47,122 s     | 21     | 46,700 s | 16     | 46,675 s | 12     | 47,122 s | 17     | 3:07,619 min | 15     |
| Männer                                                                  |              |              |        |          |        |          |        |          |        |              |        |
| Stepan Fjodorow                                                         | Einsitzer    | 48,035 s     | 13     | 47,936 s | 13     | 47,755 s | 9      | 47,882 s | 14     | 3:11,608 min | 13     |
| Semjon Pawlitschenko                                                    | Einsitzer    | 48,337 s     | 24     | 47,923 s | 12     | 47,716 s | 8      | 47,883 s | 15     | 3:11,859 min | 14     |
| Roman Repilow                                                           | Einsitzer    | 47,776 s     | 4      | 47,740 s | 3      | 47,948 s | 15     | 47,644 s | 5      | 3:11,108 min | 8      |
| Alexander Denissjew Wladislaw Antonow                                   | Doppelsitzer | 46,437 s     | 11     | 46,344 s | 11     | –        | –      | –        | –      | 1:32,781 min | 11     |
| Andrei Bogdanow Andrei Medwedew                                         | Doppelsitzer | 47,106 s     | 19     | 46,402 s | 12     | –        | –      | –        | –      | 1:33,508 min | 16     |
| Mixed                                                                   |              |              |        |          |        |          |        |          |        |              |        |
| Jekaterina Baturina Roman Repilow Alexander Denissjew Wladislaw Antonow | Teamstaffel  | 2:25,349 min | 7      | –        | –      | –        | –      | –        | –      | 2:25,349 min | 7      |

### Shorttrack
| Athlet                                                                              | Wettbewerb     | Vorlauf      | Vorlauf | Viertelfinale | Viertelfinale | Halbfinale    | Halbfinale    | Finale        | Finale        | Rang          |
| Athlet                                                                              | Wettbewerb     | Zeit         | Rang    | Zeit          | Rang          | Zeit          | Rang          | Zeit          | Rang          | Rang          |
| ----------------------------------------------------------------------------------- | -------------- | ------------ | ------- | ------------- | ------------- | ------------- | ------------- | ------------- | ------------- | ------------- |
| Frauen                                                                              |                |              |         |               |               |               |               |               |               |               |
| Jekaterina Jefremenkowa                                                             | 1000 m         | 1:29,598 min | 2       | 1:29,466 min  | 3             | ausgeschieden | ausgeschieden | ausgeschieden | ausgeschieden | 10            |
| Jekaterina Jefremenkowa                                                             | 1500 m         | DSQ          | DSQ     | –             | –             | ausgeschieden | ausgeschieden | ausgeschieden | ausgeschieden | ausgeschieden |
| Emina Malagitsch                                                                    | 500 m          | 56,830 s     | 3       | ausgeschieden | ausgeschieden | ausgeschieden | ausgeschieden | ausgeschieden | ausgeschieden | 23            |
| Sofja Proswirnowa                                                                   | 500 m          | 43,376 s     | 1       | 43,466 s      | 1             | 43,219 s      | 3             | — 1           | — 1           | 5             |
| Sofja Proswirnowa                                                                   | 1000 m         | DSQ          | DSQ     | ausgeschieden | ausgeschieden | ausgeschieden | ausgeschieden | ausgeschieden | ausgeschieden | ausgeschieden |
| Sofja Proswirnowa                                                                   | 1500 m         | 2:25,553 min | 4       | –             | –             | ausgeschieden | ausgeschieden | ausgeschieden | ausgeschieden | 21            |
| Jekaterina Jefremenkowa Jekaterina Konstantinowa Emina Malagitsch Sofja Proswirnowa | 3000-m-Staffel | –            | –       | –             | –             | 4:21,973 min  | 4             | 4:08,838 min  | 3             | 5             |
| Männer                                                                              |                |              |         |               |               |               |               |               |               |               |
| Semjon Jelistratow                                                                  | 500 m          | 40,829 s     | 3       | ausgeschieden | ausgeschieden | ausgeschieden | ausgeschieden | ausgeschieden | ausgeschieden | 20            |
| Semjon Jelistratow                                                                  | 1000 m         | 1:23,979 min | 2       | 1:23,893 min  | 1             | 1:26,773 min  | 4             | 1:27,621 min  | 2             | 6             |
| Semjon Jelistratow                                                                  | 1500 m         | 2:13,087 min | 3       | –             | –             | 2:11,003 min  | 1             | 2:10,687 min  | 3             | Bronze        |
| Alexander Schulginow                                                                | 500 m          | 40,585 s     | 2       | 54,498 s      | 4             | ausgeschieden | ausgeschieden | ausgeschieden | ausgeschieden | 15            |
| Alexander Schulginow                                                                | 1000 m         | 1:31,133 min | 4       | ausgeschieden | ausgeschieden | ausgeschieden | ausgeschieden | ausgeschieden | ausgeschieden | 27            |
| Alexander Schulginow                                                                | 1500 m         | 2:19,308 min | 6       | –             | –             | ausgeschieden | ausgeschieden | ausgeschieden | ausgeschieden | 32            |
| Pawel Sitnikow                                                                      | 500 m          | DSQ          | DSQ     | ausgeschieden | ausgeschieden | ausgeschieden | ausgeschieden | ausgeschieden | ausgeschieden | ausgeschieden |
| Pawel Sitnikow                                                                      | 1000 m         | DSQ          | DSQ     | ausgeschieden | ausgeschieden | ausgeschieden | ausgeschieden | ausgeschieden | ausgeschieden | ausgeschieden |
| Pawel Sitnikow                                                                      | 1500 m         | 2:33,653 min | 4       | –             | –             | ausgeschieden | ausgeschieden | ausgeschieden | ausgeschieden | 27            |

 1 Es fand kein B-Finale statt, da sich nur Proswirnowa dafür qualifiziert hatte. Sie wurde automatisch Fünfte.

### Skeleton
| Athlet                 | Lauf 1  | Lauf 1 | Lauf 2  | Lauf 2 | Lauf 3  | Lauf 3 | Lauf 4  | Lauf 4 | Gesamt      | Gesamt |
| Athlet                 | Zeit    | Rang   | Zeit    | Rang   | Zeit    | Rang   | Zeit    | Rang   | Zeit        | Rang   |
| ---------------------- | ------- | ------ | ------- | ------ | ------- | ------ | ------- | ------ | ----------- | ------ |
| Männer                 |         |        |         |        |         |        |         |        |             |        |
| Wladislaw Martschenkow | 51,27 s | 15     | 51,49 s | 20     | 51,05 s | 13     | 51,37 s | 15     | 3:25,18 min | 15     |
| Nikita Tregubow        | 50,59 s | 2      | 50,50 s | 4      | 50,53 s | 5      | 50,56 s | 2      | 3:22,18 min | Silber |

### Ski Alpin
| Athleten               | Wettbewerbe  | 1. Lauf     | 2. Lauf       | Gesamt        | Gesamt        |
| Athleten               | Wettbewerbe  | Zeit        | Zeit          | Zeit          | Rang          |
| ---------------------- | ------------ | ----------- | ------------- | ------------- | ------------- |
| Frauen                 |              |             |               |               |               |
| Anastassija Silantjewa | Riesenslalom | 1:15,67 min | 1:12,28 min   | 2:27,95 min   | 30            |
| Jekaterina Tkatschenko | Slalom       | 53,22 s     | 53,33 s       | 1:46,55 min   | 32            |
| Männer                 |              |             |               |               |               |
| Iwan Kusnezow          | Riesenslalom | DNF         | ausgeschieden | ausgeschieden | ausgeschieden |
| Iwan Kusnezow          | Slalom       | DNF         | ausgeschieden | ausgeschieden | ausgeschieden |
| Pawel Trichitschew     | Kombination  | DNF         | ausgeschieden | ausgeschieden | ausgeschieden |
| Alexander Choroschilow | Slalom       | 49,72 s     | 51,01 s       | 1:40,73 min   | 17            |

| Athleten                                                                           | Wettbewerbe             | Achtelfinale | Achtelfinale | Viertelfinale | Viertelfinale | Halbfinale    | Halbfinale    | Finale/Platz 3 | Finale/Platz 3 | Rang |
| Athleten                                                                           | Wettbewerbe             | Gegner       | Punkte       | Gegner        | Punkte        | Gegner        | Punkte        | Gegner         | Punkte         | Rang |
| ---------------------------------------------------------------------------------- | ----------------------- | ------------ | ------------ | ------------- | ------------- | ------------- | ------------- | -------------- | -------------- | ---- |
| Mixed                                                                              |                         |              |              |               |               |               |               |                |                |      |
| Anastassija Silantjewa Jekaterina Tkatschenko Iwan Kusnezow Alexander Choroschilow | Riesenslalom Mannschaft | Norwegen     | 0:4          | ausgeschieden | ausgeschieden | ausgeschieden | ausgeschieden | ausgeschieden  | ausgeschieden  | 9    |

### Skilanglauf
| Athleten                                                                     | Wettbewerbe       | Zeit        | Rang   |
| ---------------------------------------------------------------------------- | ----------------- | ----------- | ------ |
| Frauen                                                                       |                   |             |        |
| Natalja Neprjajewa                                                           | 15 km Skiathlon   | 41:17,9 min | 8      |
| Natalja Neprjajewa                                                           | 30 km klassisch   | 1:32:10,4 h | 24     |
| Anastassija Sedowa                                                           | 10 km Freistil    | 26:07,8 min | 8      |
| Anastassija Sedowa                                                           | 15 km Skiathlon   | 41:57,7 min | 12     |
| Anastassija Sedowa                                                           | 30 km klassisch   | 1:26:46,8 h | 11     |
| Julija Belorukowa                                                            | 15 km Skiathlon   | 42:51,0 min | 18     |
| Alissa Schambalowa                                                           | 10 km Freistil    | 26:57,8 min | 17     |
| Alissa Schambalowa                                                           | 15 km Skiathlon   | 42:59,1 min | 21     |
| Alissa Schambalowa                                                           | 30 km klassisch   | 1:27:27,2 h | 15     |
| Anna Netschajewskaja                                                         | 10 km Freistil    | 26:24,8 min | 10     |
| Natalja Neprjajewa Julija Belorukowa Anastassija Sedowa Anna Netschajewskaja | 4 × 5 km Staffel  | 52:07,6 min | Bronze |
| Männer                                                                       |                   |             |        |
| Alexander Bolschunow                                                         | 50 km klassisch   | 2:08:40,8 h | Silber |
| Denis Spizow                                                                 | 15 km Freistil    | 34:06,9 min | Bronze |
| Denis Spizow                                                                 | 30 km Skiathlon   | 1:16:32,7 h | 4      |
| Denis Spizow                                                                 | 50 km klassisch   | 2:16:24,6 h | 20     |
| Alexei Wizenko                                                               | 15 km Freistil    | 36:46,4 min | 49     |
| Alexei Wizenko                                                               | 30 km Skiathlon   | 1:18:02,2 h | 23     |
| Andrei Melnitschenko                                                         | 15 km Freistil    | 35:02,1 min | 14     |
| Andrei Melnitschenko                                                         | 30 km Skiathlon   | 1:18:50,5 h | 29     |
| Andrei Larkow                                                                | 15 km Freistil    | 35:25,1 min | 20     |
| Andrei Larkow                                                                | 30 km Skiathlon   | 1:18:50,6 h | 30     |
| Andrei Larkow                                                                | 50 km klassisch   | 2:10:59,6 h | Bronze |
| Alexei Tscherwotkin                                                          | 50 km klassisch   | 2:13:19,0 h | 12     |
| Andrei Larkow Alexander Bolschunow Alexei Tscherwotkin Denis Spizow          | 4 × 10 km Staffel | 1:33:14,3 h | Silber |

| Athleten                               | Wettbewerbe | Qualifikation | Qualifikation | Viertelfinale | Viertelfinale | Halbfinale    | Halbfinale    | Finale        | Finale        | Rang   |
| Athleten                               | Wettbewerbe | Zeit          | Rang          | Zeit          | Rang          | Zeit          | Rang          | Zeit          | Rang          | Rang   |
| -------------------------------------- | ----------- | ------------- | ------------- | ------------- | ------------- | ------------- | ------------- | ------------- | ------------- | ------ |
| Frauen                                 |             |               |               |               |               |               |               |               |               |        |
| Natalja Neprjajewa                     | Sprint      | 3:15,65 min   | 6             | 3:11,78 min   | 1             | 3:10,72 min   | 3             | 3:12,98 min   | 4             | 4      |
| Julija Belorukowa                      | Sprint      | 3:18,26 min   | 15            | 3:14,29 min   | 1             | 3:10,12 min   | 1             | 3:07,21 min   | 3             | Bronze |
| Alissa Schambalowa                     | Sprint      | 3:31,53 min   | 44            | ausgeschieden | ausgeschieden | ausgeschieden | ausgeschieden | ausgeschieden | ausgeschieden | 44     |
| Anna Netschajewskaja Julija Belorukowa | Teamsprint  | −             | −             | −             | −             | 16:24,63 min  | 3             | 16:41,76 min  | 9             | 9      |
| Männer                                 |             |               |               |               |               |               |               |               |               |        |
| Alexei Wizenko                         | Sprint      | 3:14,56 min   | 14            | 3:30,72 min   | 5             | ausgeschieden | ausgeschieden | ausgeschieden | ausgeschieden | 21     |
| Andrei Melnitschenko                   | Sprint      | 3:22,27 min   | 49            | ausgeschieden | ausgeschieden | ausgeschieden | ausgeschieden | ausgeschieden | ausgeschieden | 48     |
| Alexander Bolschunow                   | Sprint      | 3:10,20 min   | 3             | 3:08,45 min   | 1             | 3:06,63 min   | 3             | 3:07,11 min   | 3             | Bronze |
| Alexander Panschinski                  | Sprint      | 3:11,63 min   | 6             | 3:11,15 min   | 4             | 3:19,05 min   | 6             | ausgeschieden | ausgeschieden | 11     |
| Denis Spizow Alexander Bolschunow      | Teamsprint  | −             | −             | −             | −             | 15:58,84 min  | 1             | 15:57,97 min  | 2             | Silber |

### Skispringen
| Athleten                                                       | Wettbewerbe                     | Qualifikation | Qualifikation | Qualifikation | 1. Durchgang | 1. Durchgang | 1. Durchgang | 2. Durchgang  | 2. Durchgang  | 2. Durchgang  | Gesamt | Gesamt |
| Athleten                                                       | Wettbewerbe                     | Weite         | Punkte        | Rang          | Weite        | Punkte       | Rang         | Weite         | Punkte        | Rang          | Punkte | Rang   |
| -------------------------------------------------------------- | ------------------------------- | ------------- | ------------- | ------------- | ------------ | ------------ | ------------ | ------------- | ------------- | ------------- | ------ | ------ |
| Frauen                                                         |                                 |               |               |               |              |              |              |               |               |               |        |        |
| Irina Awwakumowa                                               | Normalschanze Einzelspringen    | −             | −             | −             | 99,0 m       | 114,7        | 4            | 102,0 m       | 116,0         | 5             | 230,7  | 4      |
| Anastassija Barannikowa                                        | Normalschanze Einzelspringen    | −             | −             | −             | 88,0 m       | 83,7         | 17           | 82,0 m        | 65,3          | 29            | 149,0  | 27     |
| Alexandra Kustowa                                              | Normalschanze Einzelspringen    | −             | −             | −             | 85,0 m       | 77,3         | 21           | 85,5 m        | 75,0          | 28            | 152,3  | 24     |
| Sofja Tichonowa                                                | Normalschanze Einzelspringen    | −             | −             | −             | 86,5 m       | 75,0         | 24           | 86,0 m        | 75,8          | 25            | 150,8  | 25     |
| Männer                                                         |                                 |               |               |               |              |              |              |               |               |               |        |        |
| Jewgeni Klimow                                                 | Normalschanze Einzelspringen    | 102,0 m       | 121,4         | 12            | 94,5 m       | 99,0         | 30           | 81,5 m        | 69,2          | 30            | 168,2  | 30     |
| Jewgeni Klimow                                                 | Großschanze Einzelspringen      | 136,0 m       | 111,8         | 16            | 125,0 m      | 116,4        | 24           | 118,0 m       | 104,2         | 26            | 220,6  | 26     |
| Denis Kornilow                                                 | Normalschanze Einzelspringen    | 94,5 m        | 107,2         | 28            | 107,5 m      | 113,9        | 16           | 96,5 m        | 95,7          | 28            | 209,6  | 24     |
| Denis Kornilow                                                 | Großschanze Einzelspringen      | 129,0 m       | 101,7         | 26            | 122,5 m      | 111,2        | 29           | 110,5 m       | 85,1          | 30            | 196,3  | 30     |
| Michail Nasarow                                                | Normalschanze Einzelspringen    | 88,5 m        | 93,7          | 41            | 94,5 m       | 92,1         | 34           | ausgeschieden | ausgeschieden | ausgeschieden | 92,1   | 34     |
| Michail Nasarow                                                | Großschanze Einzelspringen      | 122,0 m       | 92,3          | 33            | 120,0 m      | 103,4        | 39           | ausgeschieden | ausgeschieden | ausgeschieden | 103,4  | 39     |
| Alexei Romaschow                                               | Normalschanze Einzelspringen    | 90,0 m        | 98,5          | 34            | 94,0 m       | 91,7         | 37           | ausgeschieden | ausgeschieden | ausgeschieden | 91,7   | 37     |
| Alexei Romaschow                                               | Großschanze Einzelspringen      | 136,0 m       | 108,9         | 21            | 119,0 m      | 99,8         | 42           | ausgeschieden | ausgeschieden | ausgeschieden | 99,8   | 42     |
| Jewgeni Klimow Denis Kornilow Michail Nasarow Alexei Romaschow | Großschanze Mannschaftsspringen | −             | −             | −             | 474,5 m      | 409,6        | 7            | 473,0 m       | 400,2         | 7             | 809,8  | 7      |

### Snowboard
| Athleten           | Wettbewerbe | Qualifikation | Qualifikation | Finale        | Finale        | Rang |
| Athleten           | Wettbewerbe | Punkte        | Rang          | Punkte        | Rang          | Rang |
| ------------------ | ----------- | ------------- | ------------- | ------------- | ------------- | ---- |
| Frauen             |             |               |               |               |               |      |
| Sofja Fjodorowa    | Big Air     | 64,00         | 21            | ausgeschieden | ausgeschieden | 21   |
| Sofja Fjodorowa    | Slopestyle  | abgesagt      | abgesagt      | 65,73         | 8             | 8    |
| Männer             |             |               |               |               |               |      |
| Wladislaw Chadarin | Big Air     | 83,75         | 11            | ausgeschieden | ausgeschieden | 20   |
| Wladislaw Chadarin | Slopestyle  | 64,16         | 11            | ausgeschieden | ausgeschieden | 19   |
| Anton Mamajew      | Big Air     | 42,75         | 16            | ausgeschieden | ausgeschieden | 32   |
| Nikita Awtanejew   | Halfpipe    | 63,25         | 20            | ausgeschieden | ausgeschieden | 20   |

| Athleten                | Wettbewerbe           | Qualifikation | Qualifikation | Achtelfinale       | Achtelfinale  | Viertelfinale | Viertelfinale | Halbfinale    | Halbfinale    | Finale/Platz 3    | Finale/Platz 3 | Rang |
| Athleten                | Wettbewerbe           | Gegner        | Zeit          | Gegner             | Zeit          | Gegner        | Zeit          | Gegner        | Zeit          | Gegner            | Zeit           | Rang |
| ----------------------- | --------------------- | ------------- | ------------- | ------------------ | ------------- | ------------- | ------------- | ------------- | ------------- | ----------------- | -------------- | ---- |
| Frauen                  |                       |               |               |                    |               |               |               |               |               |                   |                |      |
| Milena Bykowa           | Parallel-Riesenslalom | 1:33,09 min   | 9             | Daniela Ulbing     | +0,52 s       | ausgeschieden | ausgeschieden | ausgeschieden | ausgeschieden | ausgeschieden     | ausgeschieden  | 10   |
| Aljona Sawarsina        | Parallel-Riesenslalom | 1:30,16 min   | 2             | Gloria Kotnik      | −0,03 s       | Julie Zogg    | −1,88 s       | Selina Jörg   | DNF           | Ramona Hofmeister | +4,07 s        | 4    |
| Natalja Sobolewa        | Parallel-Riesenslalom | 1:33,93 min   | 19            | ausgeschieden      | ausgeschieden | ausgeschieden | ausgeschieden | ausgeschieden | ausgeschieden | ausgeschieden     | ausgeschieden  | 19   |
| Jekaterina Tudegeschewa | Parallel-Riesenslalom | 1:33,42 min   | 14            | Selina Jörg        | +0,65 s       | ausgeschieden | ausgeschieden | ausgeschieden | ausgeschieden | ausgeschieden     | ausgeschieden  | 14   |
| Männer                  |                       |               |               |                    |               |               |               |               |               |                   |                |      |
| Dmitri Loginow          | Parallel-Riesenslalom | 1:31,00 min   | 32            | ausgeschieden      | ausgeschieden | ausgeschieden | ausgeschieden | ausgeschieden | ausgeschieden | ausgeschieden     | ausgeschieden  | 32   |
| Dmitri Sarsembajew      | Parallel-Riesenslalom | 1:25,74 min   | 14            | Lee Sang-ho        | +0,54 s       | ausgeschieden | ausgeschieden | ausgeschieden | ausgeschieden | ausgeschieden     | ausgeschieden  | 14   |
| Andrei Sobolew          | Parallel-Riesenslalom | 1:25,99 min   | 18            | ausgeschieden      | ausgeschieden | ausgeschieden | ausgeschieden | ausgeschieden | ausgeschieden | ausgeschieden     | ausgeschieden  | 18   |
| Vic Wild                | Parallel-Riesenslalom | 1:25,51 min   | 9             | Roland Fischnaller | +0,93 s       | ausgeschieden | ausgeschieden | ausgeschieden | ausgeschieden | ausgeschieden     | ausgeschieden  | 10   |

| Frauen            |                |   |   |               |               |               |               |               |               |               |               |
| Kristina Paul     | Snowboardcross | − | − | 2             | 2             | DNF           | DNF           | DNF           | DNF           | 12            |               |
| Marija Wassilzowa | Snowboardcross | − | − | DNF           | DNF           | ausgeschieden | ausgeschieden | ausgeschieden | ausgeschieden | ausgeschieden |               |
| Männer            |                |   |   |               |               |               |               |               |               |               |               |
| Daniil Dilman     | Snowboardcross | 4 | 4 | ausgeschieden | ausgeschieden | ausgeschieden | ausgeschieden | ausgeschieden | ausgeschieden | ausgeschieden | ausgeschieden |
| Nikolai Oljunin   | Snowboardcross | 1 | 1 | 1             | 1             | DNF           | DNF           | DNS           | DNS           | 11            |               |